# Raión de Zhítkovichi
Zhítkovichi (en ruso: Житковичский район; en bielorruso: Жыткавіцкі раён) es un raión o distrito de Bielorrusia, en el óblast de Gómel. Su capital es Zhítkovichi.
Comprende una superficie de 2916 km².

## Demografía
Según estimación 2010 contaba con una población total de 40 838 habitantes.

## Subdivisiones
Comprende las ciudad subdistritales de Zhítkovichi y Túrov y los siguientes 12 consejos rurales:
- Aziarany
- Verasnitsa
- Dziákavichy
- Lenin
- Liudzianévichy
- Marójarava
- Milévichy
- Peraróu
- Rudnia (con capital en Kolna)
- Rychóu
- Chyrvónaye
- Yurkévichy